# Давос, Иоаннис
Иоаннис Давос (греч. Ιωάννης Ντάβος; 1918, Месиния, Пелопоннес — 15 января 2008, Афины) — греческий военный деятель, генерал, занимал должность начальника Генерального штаба греческой армии и начальника Генерального штаба Греции.

## Биография
Родился Иоаннис Давос в деревне Святого Георгия Месинии в 1918 году. Поступил в Военное училище эвэлпидов, но начало победной для греков греко-итальянской войны прервало его учёбу. Принимал активное участие в кампаний на фронте и был ранен в битве при Требешине. После того как на помощь терпящим поражения итальянцам пришла гитлеровская Германия, последовали немецкое вторжение в Грецию и оккупация. Давос сражался в
в составе Национального сопротивления, формируя вооруженные партизанские группы в Трифилии и Олимпии. После освобождения в 1944 году он был повышен до капитана и участвовал в последующей гражданской войне и постепенно Давос продвигался по карьерной лестнице. В 1951 был повышен до майора, в 1956 Давос был повышен до подполковник, в 1967 до полковника, а в 1970 до бригадного генерала. Командовал 30-м пехотным полком и 11-й пехотной дивизией, а также служил на различных штабных должностях, в том числе два раза на Кипре в 1964—66 годах.
В 1973 Давос был повышен до генерал-лейтенанта и был назначен на должность командира третьего армейского корпуса в Македонии. Во время кризиса в июле 1974 года Давос был командующим армии. Группа армии потребовала отставки хунты и таким образом Димитриос Иоаннидис передал власть гражданскому правительству во главе с премьер-министром Константиноса Караманлиса. Вскоре после этого, 19 августа 1974 года, Давос был назначен начальником генерального штаба греческой армии. С этой позиции он помог обеспечить лояльность армии новому режиму, который все ещё находился под угрозой со стороны офицеров. Давос продолжал занимать этот пост до 13 сентября 1976 года, когда он был повышен до звания генерала и назначен на должность начальника Генерального штаба Вооружённых сил Греции.
Давос ушёл в отставку 10 января 1980 года, и впоследствии занимал пост заместителя министра национальной обороны в январе-мае 1981 года. Умер 15 января 2008 года.
Был женат, имел троих детей.